# Rachel Shenton
Rachel Shenton est une actrice britannique, née le 21 décembre 1987 à Stoke-on-Trent en Staffordshire.
En 2018, elle remporte l'Oscar du meilleur court métrage en prises de vues réelles pour The Silent Child.

## Biographie
Rachel Shenton est née à Stoke-on-Trent dans le Staffordshire.
Alors qu'elle a douze ans, son père devient sourd après avoir subi une chimiothérapie pour traiter un cancer. Après la mort de son père, elle apprend la langue des signes et devient interprète. En 2011, elle est nommée ambassadrice pour la National Deaf Children's Society (NDCS).
Après avoir joué dans de nombreux téléfilms pour la télévision, elle remporte un Oscar pour son film The Silent Child, dont elle est scénariste et où elle joue le rôle d'une assistante sociale qui apprend la langue des signes à une petite fille sourde. À cette occasion, elle fait son discours de remerciement en langue des signes.

## Filmographie
- 2008 : Génial Génie
- 2010-2013 : Hollyoaks
- 2012 : Money Kills
- 2014-2017 : Switched (Switched at Birth) : Lily Summers (saisons 3 et 4)
- 2016 : The Hand of the Creator
- 2017 : White Gold
- 2017 : The Silent Child (actrice et scénariste)
- 2019 : White Gold (actrice)[4](Depuis 2017 / 30 min / Comédie créée par Damon Beesley)
- 2019 : Noël a l'Anglaise (actrice)
- 2024 : Les Intrus (The Strangers: Chapter 1) de Renny Harlin : Debbie

## Distinction
- Oscars 2018 : Oscar du meilleur court métrage en prises de vues réelles pour The Silent Child.